# Bläckhorn

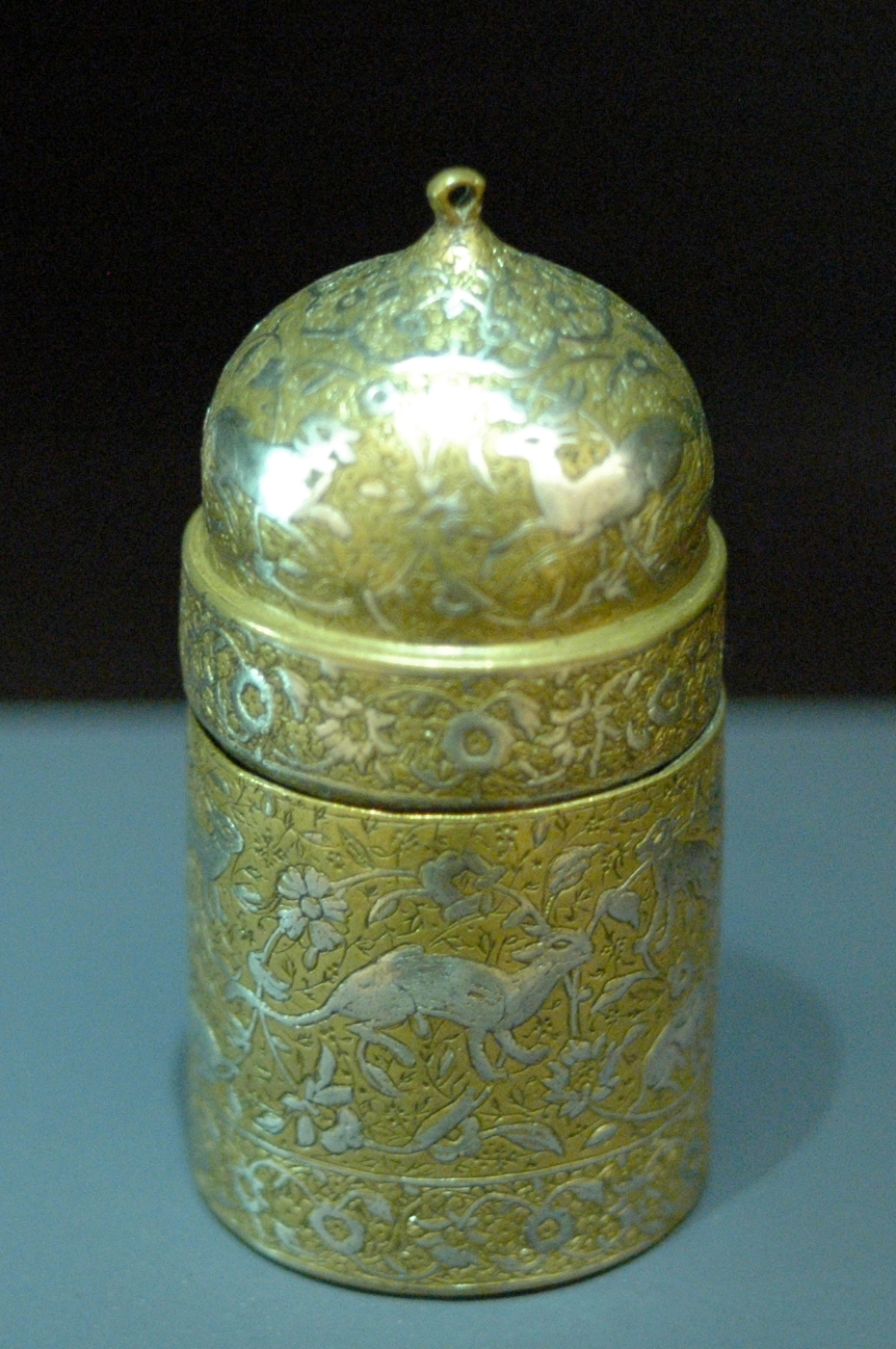
Bläckhorn från Iran, 1500-tal.

Bläckhorn från 1600-talets första hälft.

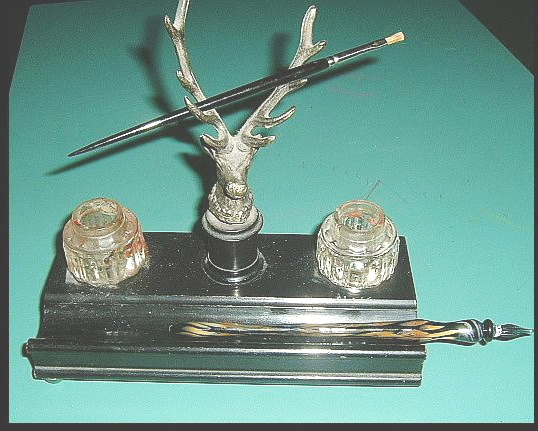
Äldre skrivbordsset med två bläckhorn.

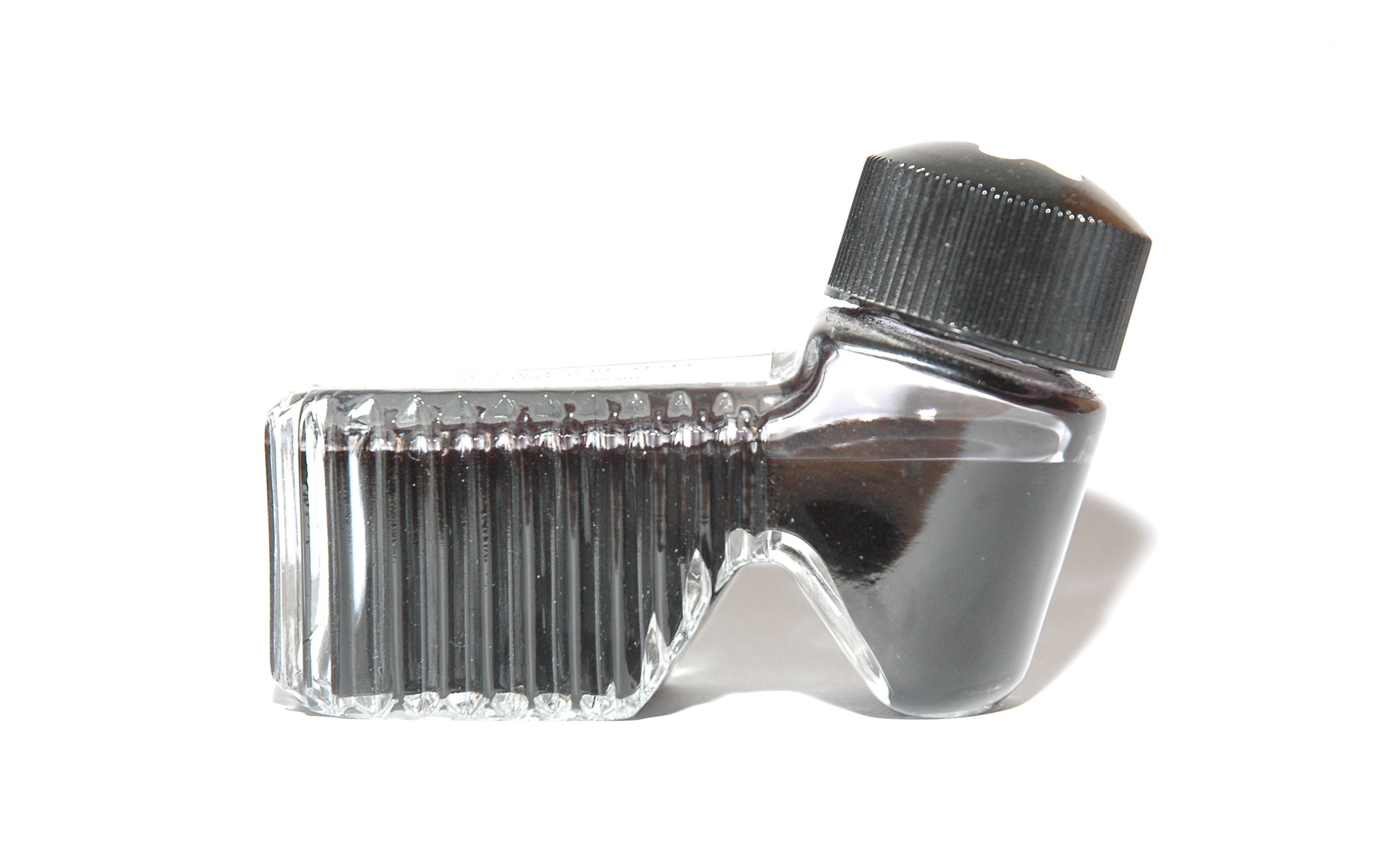
Funktionellt utformat modernt bläckhorn.

Ett bläckhorn är en mindre behållare avsedd för förvaring av bläck under skrivarbete med en fjäderpenna eller stålpenna. Den glasflaska som bläcket köps i kallas vanligen för bläckflaska. 
Bläckhornen tillverkades ursprungligen av horn och kunde stickas ned i för ändamålet avsedda hål i kanten av den lutande pulpet som medeltidens skrivare ofta använde sig av. Sedan 1800-talet tillverkas de flesta bläckhorn av glas med skruvlock av metall eller plast.
Historiskt finns ordet "bläckhorn" belagt i svenskan sedan 1538.